# Clydebank FC (1914)
Clydebank FC was een Schotse voetbalclub uit Clydebank in West Dunbartonshire.

## Geschiedenis
De club werd opgericht in 1914 en was al de derde club met deze naam. Tussen 1888 en 1895 bestond er al een team met deze naam en van 1899 tot 1902 bestond er nog een club met deze naam. De nieuwe club mocht meteen aantreden in de Divison Two. In het eerste seizoen werd de club vijfde. Door het uitbreken van de Eerste Wereldoorlog werd de tweede divisie de volgende jaren niet gespeeld. De club speelde op regionaal niveau en in 1917 mochten ze in de hoogste klasse aantreden, die wel doorgespeeld werd. Na twee plaatsen in de middenmoot eindigde de club in 1920 op de vijfde plaats. Het volgende seizoen werd de club twintigste en in 1922 degradeerde de club.
In de tweede klasse werd de club vicekampioen achter Queen's Park en promoveerde zo opnieuw. De club degradeerde meteen weer, maar kon in 1925 opnieuw promotie afdwingen, echter werd ook dit weer door een degradatie gevolgd. Na nog een derde plaats in 1927 gingen de resultaten bergaf en reeds in 1929 overwoog de club om de Football League te verlaten, wat ze na een negentiende plaats in 1931 uiteindelijk ook deden. In juli 1931 werd de club opgeheven.

## Overzicht seizoenen
| Competitie  | Aantal | Periode                                    |
| ----------- | ------ | ------------------------------------------ |
| 1ste klasse | 7      | 1917-1922, 1923-1924, 1925-1926            |
| 2de klasse  | 8      | 1914-1915, 1922-1923, 1924-1925, 1926-1931 |